# محارة جناحية بنية
محارة جناحية بنية (الاسم العلمي: Pteria brunnea) هي نوع من الحيوانات تتبع جنس المحارة الجناحية من فصيلة المحارات الجناحية.